# Mauri Sariola
Œuvres principales
- Un printemps finlandais (1961)

Mauri Sariola (Helsinki, Finlande, 25 novembre 1924 — Helsinki, Finlande, 9 août 1985) est un écrivain finlandais de roman policier.

## Biographie
Cadet d'une famille de trois enfants, Mauri Sariola passe son enfance dans la petite communauté de Hattula en Finlande méridionale, marquée par la noyade de son frère aîné en 1935.
Officier radio pendant la Seconde Guerre mondiale, il s'inscrit, à la démobilisation, à la Faculté de Droit de l'Université d'Helsinki, mais abandonne ses études après quelques années.  Il exerce alors divers petits métiers dans une firme d'avocat, une banque et une école primaire.  Il rédige aussi de courtes nouvelles pour des magazines et des journaux.  En 1952, il se lance dans la rédaction d'un premier roman policier qu'il n'osera jamais publier et dont il détruira le manuscrit.  Découragé, il  décide de suivre les traces de son père et de se destiner à l'enseignement.  Il trouve un poste à Pudasjärvi au nord de la Finlande, mais ses méthodes d'enseignement peu orthodoxes ravissent autant ses élèves qu'elles inquiètent les parents. Après neuf mois dans cette localité isolée, il est de retour à Helsinki.  De 1956 à 1966, il devient chroniqueur judiciaire, puis rédacteur en chef des pages criminelles d'un grand quotidien finlandais.  Il traduit en finnois aussi des romans policiers de Erle Stanley Gardner, Patrick Quentin et quelques James Bond de Ian Fleming.  Grand voyageur, il parcourt pour son plaisir l'Europe, l'Asie, l'Afrique et l'Amérique du Sud.
Dès 1956, il amorce une fructueuse carrière littéraire avec la publication de Laukausten hinta, un roman policier où apparaît l'inspecteur Olavi Susikoski, héros récurrent d'une trentaine d'enquêtes.  Il crée en outre le jeune avocat Matti Viima, figure centrale de cinq romans, dont le plus connu de Sariola, Un printemps finlandais, qui remporte, lors de sa traduction en France, le prix du roman d'aventures et qui se vend en Finlande à plus de 100 000 exemplaires.  En 1969, son roman Sen yli käy vain tuuli viheltäin, signé de son pseudonyme Esko Laukko, est accusé d'être un plagiat de The Tooth and the Nail (1955 — trad. française : Une dent contre lui) du romancier américain Bill S. Ballinger.
Avec une cinquantaine de romans policiers, plusieurs romans historiques, des nouvelles et des scénarios, Mauri Sariola demeure encore aujourd'hui le plus prolifique représentant du roman policier finlandais.

## Œuvre

### Romans
- Laukausten hinta (1956)
- Rotat pois laivasta! (1956) Publié en français sous le titre Sur un lac finlandais, Paris, Librairie des Champs-Élysées, Le Masque no 1317, 1974
- Joka tuulen kylvää (1957)
- Revontulet eivät kerro (1957)
- Leivätön pöytä on katettu (1958)
- Isänmaan parturit (1958)
- Susikoski ottaa omansa (1959)
- Ei loitsu eikä rukous (1959)
- Kohtalokas Itämeren risteily (1959)
- Totuus on armoton (1960)
- Sumua Susikosken yllä (1961) Publié en français sous le titre Le Soleil de minuit, Paris, Librairie des Champs-Élysées, Le Masque no 1092, 1969
- Maailman pitkä sivu (1961)
- Lavean tien laki (1961) Publié en français sous le titre Un printemps finlandais, Paris, Librairie des Champs-Élysées, Le Masque no 1068, 1969
- Hurjan pojan koti (1962)
- Punainen laituri (1962)
- Minä, Olavi Susikoski (1963)
- Punaisen kukon laulu (1963) Publié en français sous le titre Une Finlandaise au cœur chaud, Paris, Librairie des Champs-Élysées, Le Masque no 1241, 1972
- Pitkä matka Liverpooliin (1963)
- Aina roiskuu kun rapataan (1964)
- Viiman pitkä siima (1964)
- Viiden tien risteys (1964)
- Niin syvä on kuin pitkäkin (1965)
- Pyykki on pantu ja pysyy (1965)
- Vetämätön värisuora (1965)
- Elomme merta laiva purjehtii (1966)
- Ukkotuomarin viimeinen juttu (1966)
- Aamu Heinjoen tiellä (1966)
- Budapestin uni (1967)
- Susikosken vaikein juttu (1967)
- Onnensoturit (1967)
- Sumusta nousee risti (1968)
- Älä kaikista ruusuista huoli (1968)
- Ampiaiskesä (1968)
- Marskin ritarit (1968)
- Veljensä vartijat (1969)
- Näin tekivät ritarit (1969)
- Susikosken elämän kevät (1969) Publié en français sous le titre Un Noël finlandais, Paris, Librairie des Champs-Élysées, Le Masque no 1163, 1971
- Susikoski virittää ansan (1970)
- Napapiirin prinsessa (1970)
- Armeija piikkilankojen takana (1970)
- Kolmen valtakunnan vainaja (1971) Publié en français sous le titre Qui a tué le commissaire Wolf ?, Paris, Librairie des Champs-Élysées, Le Masque no 1401, 1975
- Näin lentää outo lintu (1971)
- Viimeksi poistuu kapteeni (1972) Publié en français sous le titre Week-end finlandais, Paris, Librairie des Champs-Élysées, Le Masque no 1445, 1976
- Kolmannen valtakunnan kuningatar (1972)
- Surma surutalossa (1973)
- Ja sitten oli kohiseva koski (1973)
- Susikosken ajojahti (1974)
- Koltan uni (1975)
- Enkeli lumessa (1975)
- Taivas yksin tietää (1975)
- Karoliinin kuolinkello (1976)
- Suruton Sariola (1976)
- Onko teillä ruiskukkia? (1977)
- Suomalainen ratsastaja (1977)
- Sininen lyhty (1978)
- Suomalainen kavaljeeri (1978)
- Seidan silmä (1978)
- Susikoski ahtojäissä (1979)
- Susikosken omatunto (1979)
- Talvisodan vänrikki (1979)
- Susikoski päiväntasaajalla (1980)
- Petroskoin keltainen kissa (1980)
- Jatkosodan kapteeni (1980)
- Ison kalan katiska (1981)
- Pieni anoo, iso sanoo (1981)
- Jälleenrakennettu maa (1981)
- Susikosken tulikoe (1982)
- Susikoski sulhaspoikana (1982)
- Elämän makeus (1982)
- Ne viulut vasta maksoi (1983)
- Viimeiset ritarit (1983)
- Susikoski ja kolmen naisen talo (1984)
- Nuoruuden komentosilta (1985), roman posthume

## Prix et distinctions
- Prix du roman d'aventures 1969 pour Un printemps finlandais.

## Sources
- Jacques Baudou et Jean-Jacques Schleret, Le Vrai Visage du Masque, vol. 1, Paris, Futuropolis, 1984, 476 p. (OCLC 311506692), p. 388.
- Anne Martinetti, "Le Masque" : histoire d'une collection, Amiens, Encrage, coll. « Références » (no 3), 1997, 143 p. (ISBN 978-2-906389-82-3), p. 93.
- Claude Mesplède (dir.), Dictionnaire des littératures policières, vol. 2 : J - Z, Nantes, Joseph K, coll. « Temps noir », 2007, 1086 p. (ISBN 978-2-910686-45-1, OCLC 315873361), p. 719-720.